# وليام كولي
وليام برادلي كولي (بالإنجليزية: William Coley)‏ (وُلد في 12 يناير 1862 – توفي في 16 أبريل 1936) هو جراح عظام أمريكي وباحث في مجال السرطانات، ويُشتهر بإسهاماته المبكرة في دراسة المعالجة المناعية للسرطان. لم تُثبت فعالية أبحاثة خلال فترة حياته، لكن الاكتشافات والأبحاث الحديثة في علم المناعة (المناعيات) جعلت من بحثه المتعلق بالمعالجة المناعية للسرطان وعلاجه الموجّه المعروف بسموم كولي محطّ تقديرٍ كبير. اليوم، يُعتبر كولي أبا المعالجة المناعية للسرطان جراء إسهاماته في هذا العِلم.

## النشأة ومسيرته

### تعليمه
وُلد وليام كولي في 12 يناير عام 1862 في سوغاتَك، أحد أحياء ويستبورت في كونيتيكت. والداه هما هوريس برادلي كولي وكلارينا بي. ويكمان. تلقى وليام شهادة البكالوريوس في الكلاسيكيات من جامعة ييل، وشهادة الطب من مدرسة طب هارفارد عام 1888. بعدما أنهى تعليمه، بدأ العمل بمنصب جراحٍ مقيم في مستشفى نيويورك، الذي أصبحه اسمه الآن مركز ويل كورنيل الطبي.

### مرضى الساركومة الأوائل
في عام 1890، بدأ كولي أول سنة من عمله الخاص في مستشفى نيويورك، والتقى إليزابيث (بيسي) داشيل، وهي مريضة عمرها 17 عامًا ألهمت كولي لاحقًا كي يبحث عن طرق أفضل لمعالجة الساركومة. زارت داشيل الطبيب كولي بعدما عانت من إصابة في يدها ليتبين لاحقًا أنه ورم عظمي خبيث. كان علاج الساركومة في تلك الأوقات نادرًا وصعبًا، وكان الأسلوب السائد والمقبول لعلاج الساركومة هو البتر الكامل للطرف المصاب. على الرغم من تلقي بيسي جراحة حرجة لقطع ساعدها، توفت الشابة بعد 10 أسابيع جراء انبثات أو هجرة الخلايا السرطانية الأصلية وانتشارها بشكل كبير. كان لموت بيسي أثرٌ عميق على منهج كولي في ممارسة مهنة الطب. حزن كولي لأن تلك العملية التقليدية في الطب الحديث لم تنفع في إنقاذ حياة أحد مرضاه. فقرر كولي أن يبحث بنفسه عن طرق جديدة محتملة للعلاج، وأصبح لاحقًا نموذجًا للعلماء السريريين في المجتمع الطبي.

### عمله كعالم سريري
عقب وفاة بيسي داشيل، قرر الطبيب كولي مراجعة الحالات المشابهة للساركومة والبحث عنها في الملفات الطبية ضمن مستشفى نيويورك، حيث عثر على حالة مثيرة للاهتمام، وهو مهاجر ألماني يدعى فريد ستين، ويعاني من ورمٍ غير قابل للإزالة جراحيًا في رقبته. دُهش أطباء المستشفى حينها عندما أدركوا أن الساركومة مستديرة الخلايا اختفت بعدما شُخّص المريض بداء الحمرة، وهو عدوى جلدية حادة يُعزى سببها اليوم إلى بكتيريا العِقديّة المقيّحة. ثار فضول كولي كي يكتشف السبب وراء تعافي المريض، فقرر البحث عنه في سجلات المستشفى، ووجده في نهاية المطاف ضمن مانهاتن بدون أن يعثر على أي أثرٍ للسرطان في جسمه. مال كولي للاعتقاد أن حالة ستين وإصابته بالحمرة لاحقًا لها علاقة بتخلصه من السرطان، فبدأ كولي مراجعة حالات مشابهة لعدوى بكتيرية أثرت إيجابيًا على أورامٍ خبيثة. اكتشف كولي أن شكوكه ليست فكرة جديدة في علم الأورام. في عام 1853، لمّح السير جيمس باجت إلى حقيقة مفادها أنه يملك سببًا للاعتقاد بشكل شخصي أن العدوى قد تسبب تراجع الورم. عثر كولي أيضًا على حالات أخرى مطابقة تمامًا لورم فريد ستين الخبيث. في عام 1866، عثر طبيب ألماني اسمه فلهيلم بوش على دليلٍ مشابهة مفاده أن أحد مرضاه شهد تراجعًا ملحوظًا لورم خبيث بعدما أُصيب المريض بعدوى تالية لعملية جراحية، وهذه العدوى هي الحمرة أيضًا. تزامنًا مع استمرار كولي في أبحاثه وتحقيقاته، اكتشف 47 حالة تشير إلى أن العدوى قد ترتبط بتراجع السرطان، وقد تصبح طريقة متاحة لعلاج السرطان في المستقبل.